# Jonas Portin
Jonas Portin, född 30 september 1986 i Jakobstad, är en finländsk före detta fotbollsspelare, som spelade i försvaret. Under sin karriär representerade han bland annat italienska Serie B-klubben Padova. Han tillhörde även Parma under en säsong men spelade aldrig en match för klubben. Sommaren 2012 var Portin tvungen att sluta med fotbollen på grund av ett ärftligt hjärtfel.